# Maracon
Maracon és un municipi de Suïssa del cantó de Vaud, situat al districte de Lavaux-Oron.